# Jewel
Jewel Kilcher (ur. 23 maja 1974 w Payson) – amerykańska wokalistka, gitarzystka, autorka tekstów, aktorka, poetka i pisarka.

## Dyskografia
- 1995: Pieces of You
- 1998: Spirit
- 1999: Joy: A Holiday Collection
- 2001: This Way
- 2003: 0304
- 2006: Goodbye Alice in Wonderland
- 2008: Perfectly Clear
- 2009: Lullaby
- 2010: Sweet and Wild
- 2011: The Merry Goes Round
- 2013: Greatest Hits
- 2013: Let It Snow: A Holiday Collection
- 2015: Picking Up the Pieces